# 古城镇 (克山县)
古城镇，是中华人民共和国黑龙江省齐齐哈尔市克山县下辖的一个乡镇级行政单位。

## 行政区划
古城镇下辖以下地区：
镇直第一社区、日新村、均城村、古城村、建国村、民和村、新隆村、民主村、国星村和志程村。